# 広州市 (京畿道)

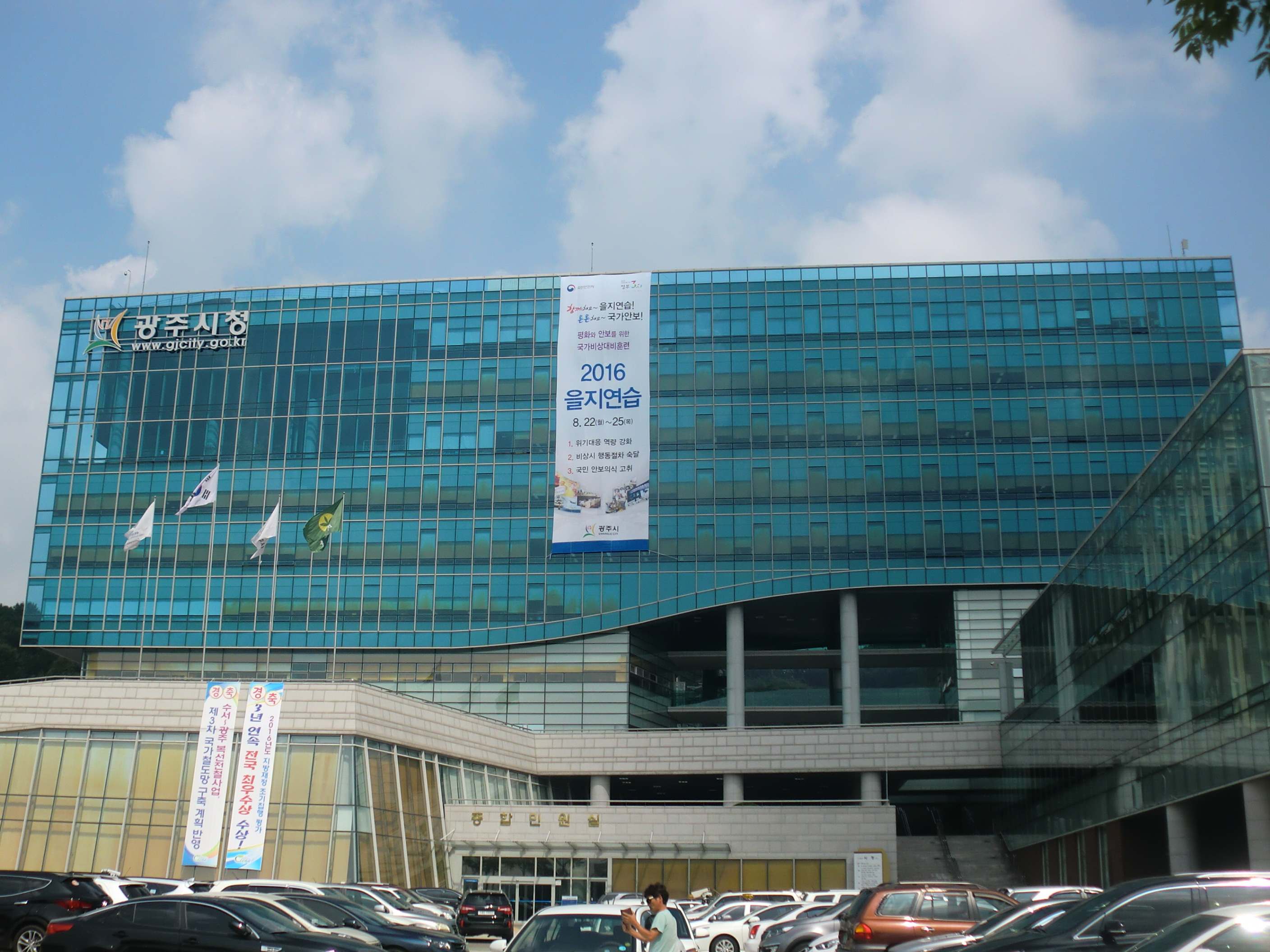
広州市庁

広州市（クァンジュし/こうしゅうし）は、大韓民国京畿道の中部にある市である。
光州広域市とは、漢字表記または長短音では区別できるが、ハングル表記では同じ「광주」となるため、区別のために京畿広州（경기광주）と表記することがある。

## 沿革
- 紀元前6年 - 慰礼城（現在のソウル）から西部面春宮里（現在の河南市）に首都を移し、「河南慰礼城」と呼んだ。
- 370年 - 近肖古王25年まで376年間百済の都。
- 940年 - 広州に改称[3]。
- 15世紀 - この頃から、官窯（広州官窯）がおかれ、白磁の制作が盛んとなる。
- 1577年 - 広州府に昇格する（次の23面が設置される：慶安、五浦、都尺、実村、草月、退村、草阜、東部、西部、九川、中垈、細村、突馬、楽生、大旺、彦州、旺倫、日用、月谷、北方、松洞、声串、儀谷）。
- 1752年 - 官窯が分院里に編入。
- 1789年 - 日用面および松洞面が水原郡に編入。
- 1883年 - 官窯廃止に伴い、分院里窯が民窯に移管。
- 1906年（大韓帝国高宗44年）
  - 郡となり、郡庁を中部面山城里に設ける。
  - 北方面・声串面・月谷面が安山郡に、草阜面および東部面八堂里が楊州郡にそれぞれ編入。
- 1911年
  - 8月29日 - 上笛里に大旺面役場が開設。
  - 年末 - 突馬面が亭子里に役場を開設。
- 1914年
  - 4月1日[4]
    - 郡内面と細村面の7里中6里の区域をもって、中部面が発足。
    - 細村面下大院里は突馬面に編入。
    - 郡面統合により、広州郡の大部分（儀谷面・旺倫面を除く）と楊平郡南終面を広州郡として編成。郡庁が中部面山城里に設置。広州郡に以下の面が成立。（16面）
      - 慶安面・五浦面・都尺面・実村面・草月面・中部面・突馬面・楽生面・大旺面・彦州面・中垈面・九川面・西部面・東部面・南終面・退村面

| 1914年 | 1914年 | 現在              | 現在 |
| 面     | 里 | 区・邑・面        | 洞・里 |
| ------ | --- | ----------------- | --- |
| 慶安面 | 직리, 태전리, 장지리, 역리, 주막리, 탄벌리, 목현리, 회덕리, 송정리, 중대리, 삼리, 쌍령리                         | 広州市            | 직동, 태전동, 장지동, 역동, 경안동, 탄벌동, 목현동, 회덕동, 송정동, 중대동, 삼동, 쌍령동                         |
| 五浦面 | 목리, 신현리, 능평리, 문형리, 추자리, 고산리, 매산리, 양벌리                                                     | 広州市            | 목동, 신현동, 능평동, 문형동, 추자동, 고산동, 매산동, 양벌동                                                     |
| 都尺面 | 궁평리, 도웅리, 진우리, 상림리, 노곡리, 추곡리, 유정리, 방도리                                                   | 広州市 都尺面     | 궁평리, 도웅리, 진우리, 상림리, 노곡리, 추곡리, 유정리, 방도리                                                   |
| 都尺面 | 삼리 | 広州市 昆池岩邑   | 삼리 |
| 実村面 | 곤지암리, 수양리, 신촌리, 봉현리, 부항리, 오향리, 열미리, 연곡리, 만선리, 이선리, 장심리, 건업리, 유사리, 삼합리 | 広州市 昆池岩邑   | 곤지암리, 수양리, 신촌리, 봉현리, 부항리, 오향리, 열미리, 연곡리, 만선리, 이선리, 장심리, 건업리, 유사리, 삼합리 |
| 草月面 | 신대리 | 広州市 昆池岩邑   | 신대리 |
| 草月面 | 서하리, 무갑리, 지월리, 도평리, 신월리, 선동리, 학동리, 늑현리, 산이리, 쌍동리, 대쌍령리, 용수리                 | 広州市 草月邑     | 서하리, 무갑리, 지월리, 도평리, 신월리, 선동리, 학동리, 늑현리, 산이리, 쌍동리, 대쌍령리, 용수리                 |
| 草月面 | 상번천리, 하번천리                                                                                               | 広州市 南漢山城面 | 상번천리, 하번천리                                                                                               |
| 中部面 | 검복리, 불당리, 오전리, 광지원리, 엄미리, 산성리                                                                 | 広州市 南漢山城面 | 검복리, 불당리, 오전리, 광지원리, 엄미리, 산성리                                                                 |
| 中部面 | 상산곡리 | 河南市            | 상산곡동 |
| 中部面 | 창곡리, 복정리, 수진리, 단대리 일부, 단대리 일부, 단대리 일부, 탄리 일부, 탄리 일부                              | 城南市 寿井区     | 창곡동, 복정동, 수진동, 단대동, 산성동, 양지동, 태평동, 신흥동                                                   |
| 中部面 | 상대원리, 단대리 일부, 단대리 일부, 탄리 일부, 탄리 일부                                                         | 城南市 中院区     | 상대원동, 금광동, 은행동, 성남동, 중앙동                                                                         |
| 突馬面 | 갈현리, 도촌리, 여수리, 하대원리                                                                                 | 城南市 中院区     | 갈현동, 도촌동, 여수동, 하대원동                                                                                 |
| 突馬面 | 야탑리, 율리, 이매리, 서현리, 분당리, 수내리, 정자리                                                             | 城南市 盆唐区     | 야탑동, 율동, 이매동, 서현동, 분당동, 수내동, 정자동                                                             |
| 楽生面 | 판교리, 백현리, 하산운리, 석운리, 대장리, 금곡리, 삼평리, 운중리, 궁내리, 동원리, 구미리                         | 城南市 盆唐区     | 판교동, 백현동, 하산운동, 석운동, 대장동, 금곡동, 삼평동, 운중동, 궁내동, 동원동, 구미동                         |
| 大旺面 | 신촌리, 오야리, 심곡리, 시흥리, 둔전리, 사송리, 금토리, 상적리, 고등리                                           | 城南市 寿井区     | 신촌동, 오야동, 심곡동, 시흥동, 둔전동, 사송동, 금토동, 상적동, 고등동                                           |
| 大旺面 | 수서리, 세곡리, 율현리, 일원리, 자곡리                                                                           | ソウル 江南区     | 수서동, 세곡동, 율현동, 일원동, 자곡동                                                                           |
| 彦州面 | 대치리, 반포리, 삼성리, 청담리, 압구정리, 신사리, 역삼리, 양재리, 포이리, 논현리, 학리                           | ソウル 江南区     | 대치동, 개포동 일부, 삼성동, 청담동, 압구정동, 신사동, 역삼동, 도곡동, 개포동 일부, 논현동 일부, 논현동 일부     |
| 彦州面 | 염곡리, 신원리, 내곡리                                                                                           | ソウル 瑞草区     | 염곡동, 신원동, 내곡동                                                                                           |
| 中垈面 | 장지리, 거여리, 마천리, 오금리, 가락리, 송파리, 석촌리, 삼전리, 문정리, 이리, 방이리                             | ソウル 松坡区     | 장지동, 거여동, 마천동, 오금동, 가락동, 송파동, 석촌동, 삼전동, 문정동, 방이동 일부, 방이동 일부                 |
| 九川面 | 풍납리 | ソウル 松坡区     | 풍납동 |
| 九川面 | 암사리, 고덕리, 상일리, 하일리, 명일리, 길리, 둔촌리, 성내리, 곡교리                                             | ソウル 江東区     | 암사동, 고덕동, 상일동, 강일동, 명일동, 길동, 둔촌동, 성내동, 천호동                                             |
| 西部面 | 초일리, 초이리, 춘궁리, 광암리, 감북리, 감일리, 감이리, 학암리, 항리, 상사창리, 하사창리                         | 河南市            | 초일동, 초이동, 춘궁동, 광암동, 감북동, 감일동, 감이동, 학암동, 항동, 상사창동, 하사창동                         |
| 東部面 | 교산리, 하산곡리, 천현리, 덕풍리, 풍산리, 망월리, 선리, 미사리, 신장리, 당정리, 창우리, 배알미리                 | 河南市            | 교산동, 하산곡동, 천현동, 덕풍동, 풍산동, 망월동, 선동, 미사동, 신장동, 당정동, 창우동, 배알미동                 |
| 南終面 | 수청리, 검천리, 귀여리, 우천리, 분원리                                                                           | 広州市 南終面     | 수청리, 검천리, 귀여리, 우천리, 분원리                                                                           |
| 退村面 | 금사리, 삼성리, 이석리                                                                                           | 広州市 南終面     | 금사리, 삼성리, 이석리                                                                                           |
| 退村面 | 우산리, 관음리, 광동리, 도수리, 정지리, 오리, 도마리, 영동리, 무수리, 원당리                                     | 広州市 退村面     | 우산리, 관음리, 광동리, 도수리, 정지리, 오리, 도마리, 영동리, 무수리, 원당리                                     |

- -     - 儀谷面および旺倫面を儀旺面に統合して水原郡に移管。

  - 9月4日 - 京畿道告示第46号に道内各面の事務所の位置を通知したが彦州面役場所在地は廉谷洞、大旺面は塊下洞に所在。
- 1938年1月1日 - 慶安面が広州面に改称。[7]（16面）
- 1963年1月1日 - 九川面・彦州面・中垈面および大旺面の一部がソウル特別市城東区に編入。（13面）
- 1973年7月1日（10面）
  - 京畿道城南出張所（大旺面・楽生面・突馬面および中部面の一部を管轄）が城南市に昇格・分離。
  - 五浦面木里が広州面に編入。
  - 都尺面三里・草月面新垈里が実村面に編入。
  - 草月面の一部（上樊川里・下樊川里）が中部面に編入。
  - 退村面の一部（金沙里・二石里・三成里）が南終面に編入。
- 1979年5月1日 - 広州面が広州邑に昇格。（1邑9面）
- 1980年12月1日 - 東部面が東部邑に昇格。（2邑8面）
- 1989年1月1日 - 東部邑・西部面および中部面上山谷里が合併して河南市が発足し、郡より離脱。（1邑7面）
- 2001年3月21日 - 広州郡が広州市に昇格。[8]（1邑6面）
  - 広州邑を廃止し、3つの行政洞に分割。
  - 五浦面が五浦邑に昇格。
- 2004年6月21日（3邑4面）[9]
  - 草月面が草月邑に昇格。
  - 実村面が実村邑に昇格。
- 2011年6月21日 - 実村邑が昆池岩邑に改称。[10]（3邑4面）
- 2015年10月16日 - 中部面が南漢山城面に改称。[11]（3邑4面）
- 2022年9月1日 - 五浦邑を廃止し、4つの行政洞に分割。[12]（2邑4面）

## 行政

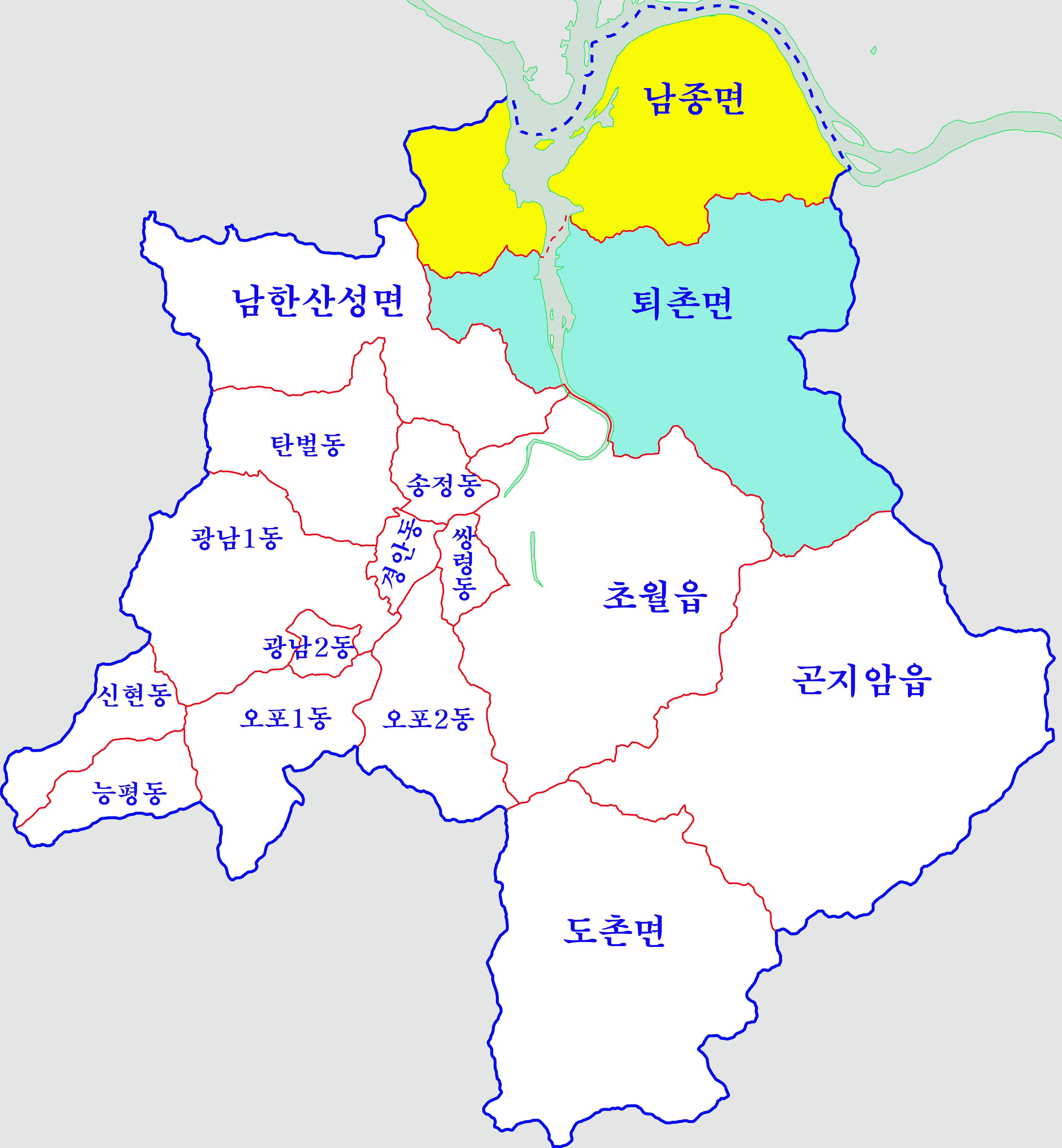
行政区域図

### 行政区域
| 行政洞・邑・面 | 法定洞・法定里 |
| -------------- | --- |
| 京安洞         | 京安洞、駅洞 |
| 双嶺洞         | 双嶺洞 |
| 松亭洞         | 松亭洞 |
| 炭筏洞         | 回徳洞、炭筏洞、木峴洞 |
| 広南1洞        | 三洞、中岱洞、直洞、胎田洞、墻枝洞、木洞                                                                                       |
| 広南2洞        | 胎田洞 |
| 五浦1洞        | 文衡洞、高山洞、楸自洞 |
| 五浦2洞        | 梅山洞、陽筏洞 |
| 新峴洞         | 新峴洞 |
| 陵坪洞         | 陵坪洞 |
| 草月邑         | 大双嶺里、双東里、酸梨里、勒峴里、鶴東里、仙東里、龍水里、新月里、池月里、武甲里、西霞里、島坪里                               |
| 昆池岩邑       | 昆池岩里、水陽里、新村里、鳳峴里、釜項里、二仙里、晩仙里、柳寺里、三合里、建業里、長深里、蓮谷里、五香里、悦美里、新垈里、三里 |
| 南漢山城面     | 山城里、奄尾里、光池院里、上樊川里、下樊川里、梧田里、仏堂里、黔伏里                                                           |
| 都尺面         | 老谷里、柳井里、芳都里、楸谷里、祥林里、陶雄里、宮坪里、鎮牛里                                                                 |
| 退村面         | 光東里、観音里、牛山里、嶺東里、陶水里、梧里、道馬里、無愁里、元堂里、亭支里                                                   |
| 南終面         | 分院里、金沙里、二石里、三成里、帰歟里、検川里、水青里、牛川里                                                                 |

### 警察
- 広州警察署

### 消防
- 広州消防署（草月邑にある）

## 交通

### バス
- 広州総合バスターミナル
  - 市外バスは、河南から大田・釜山総合バスターミナルなどを結ぶ便が経由する。
  - 空港バスは、金浦国際空港経由仁川国際空港行きが運行されている。
- 市内バスは、盆唐線牡丹駅と結ぶ便が頻発されており、ソウルからのアクセスとして便利。野塔駅経由梧里駅方面の便も多い。

### 鉄道
- 首都圏電鉄京江線
  - 三洞駅 - 京畿広州駅 - 草月駅 - 昆池岩駅

### 高速道路
- 統営-大田・中部高速道路
  - 昆地岩インターチェンジ - 広州インターチェンジ

### 国道
- 国道3号
- 国道43号線 (韓国)（朝鮮語版）
- 国道45号線 (韓国)（朝鮮語版）

## 出身者
- 申翼煕（政治家）
- 崔銀姫（女優）
- スヨン (少女時代)（女優）
- ヘリ (Girl's Day)（女優）
- ジュヨン (THE BOYZ)
- イ・ジナ（シンガーソングライター）